# Das Geheimnis der Drachenperle
Das Geheimnis der Drachenperle ist ein australischer Familienfilm aus dem Jahre 2011.
Regie führte Mario Andreacchio, die Hauptrollen wurden mit Wang Ji, Sam Neill, Robert Mammone, Jordan Chan, Li Lin Jin und Louis Corbett besetzt. Das Drehbuch schrieb Philip Dalkin nach einer Vorlage von John Armstrong. Die Originalgeschichte stammt von Ron Saunders, John Armstrong und Mario Andreacchio.

## Handlung
Gemeinsam mit ihren Eltern nehmen die Teenager Josh und Ling an einer archäologischen Ausgrabung in China teil. Unter einem Tempel entdecken sie einen echten chinesischen Drachen. Vor 2000 Jahren lieh der Drache einem Kaiser seine allmächtige Perle, damit dieser das Königreich verteidigen konnte. Der Kaiser gab die Perle aber nicht zurück, sondern ließ sich mit ihr unter seinem Palast begraben. Als die beiden ihren Eltern die Geschichte erzählen, wollen diese die Perle für sich finden. Der Archäologe Philip Dukas glaubt auch an die unglaubliche Kraft der Perle, will sie aber für seine finsteren Ambitionen nutzen. Die einzige Möglichkeit, dies zu verhindern, ist es, die Perle zuerst zu finden und ihrem rechtmäßigen Besitzer zurückzugeben.

## Produktionsdaten
Das Geheimnis der Drachenperle ist die erste vertragliche Koproduktion zwischen Australien und China.
Der Film wurde in den chinesischen Hengdian World Studios gedreht. Dazu kamen Aufnahmen in und um Hengdian. Hengdian liegt vier Autostunden südlich von Shanghai in der Provinz Zhejiang. Die Postproduktion wurde in Adelaide, South Australia, durchgeführt. CGI und visuelle Effekte stammen von zwei Unternehmen aus Adelaide.

## Synchronisation
Die Synchronisation führte die Antares Film GmbH in Berlin durch. Dialogbuch und Dialogregie stammen von Heinz Freitag.
| Darsteller     | Sprecher              | Rolle           |
| -------------- | --------------------- | --------------- |
| Sam Neill      | Wolfgang Condrus      | Chris Chase     |
| Wang Ji        | Sanam Afrashteh       | Dr. Li          |
| Louis Corbett  | David Wittmann        | Josh            |
| Robert Mammone | Uwe Büschken          | Philip Dukas    |
| Li Lin Jin     | Vanessa Stuckenberger | Prinzessin Ling |
| Jordan Chan    | Weijian Liu           | Wu Dong         |
| Peter Powell   | Jürgen Kluckert       | Erzähler        |